# Ralf Bochert
Ralf Bochert (* 1961 in Bremen) ist ein deutscher Hochschullehrer für Volkswirtschaftslehre und Tourismusmanagement an der Hochschule Heilbronn.

## Werdegang
Bochert legte in Bremen zunächst die Abiturprüfung ab und leistete anschließend Wehrersatzdienst an einer Schule für geistig Behinderte in Bremen-Vegesack. Von 1983 bis 1985 absolvierte Bochert dann eine Lehre zum Industriekaufmann. Ab 1985 studierte er Volkswirtschaftslehre an der Universität Hamburg und promovierte 1991 an der Universität Hohenheim zum Dr. oec. Bochert lehrte Volkswirtschaftslehre und Umweltökonomie an der Fachhochschule Merseburg, bevor er 1995 als Dozent für Volkswirtschaftslehre und Tourismusmanagement an die Hochschule Heilbronn wechselte. Dort befasst er sich schwerpunktmäßig mit dem Bereich Tourismuswirtschaft.
Im beruflichen Umfeld ist Bochert u. a. als Vorstandsassistent und Abteilungsleiter in der Bauwirtschaft sowie als Geschäftsführer in der Entsorgungswirtschaft tätig gewesen.
Ralf Bochert ist verheiratet und hat drei Kinder.

## Initiative Kennzeichenliberalisierung
Bundesweite Bekanntheit erlangte Ralf Bochert als Leiter des Projekts Initiative Kennzeichenliberalisierung der Hochschule Heilbronn zur Wiedereinführung von Kfz-Kennzeichen, die im Zuge der Gebiets- und Verwaltungsreformen seit dem Ende der 1960er-Jahre nicht mehr zugeteilt wurden. Studenten der Hochschule befragten in den Jahren 2010 bis 2012 mehr als 50.000 Personen in mehr als 200 deutschen Städten zu dem Thema. Dabei sprach sich eine deutliche Mehrheit von 72 % der Befragten in den betroffenen Städten für die Wiedereinführung alter Kfz-Kennzeichen aus. Seit dem 9. November 2012 werden entsprechend der Empfehlung aus dem Projekt viele der Altkennzeichen als Option für die Kfz-Besitzer wieder zugeteilt.
Im September 2024 schlug Bochert auf der Grundlage eines Forschungsprojektes der Hochschule Heilbronn vor, dass jene Städte, die mehr als 20.000 Einwohner haben, ein eigenes Unterscheidungszeichen führen dürfen. Dies bedarf einer erneuten Änderung der Fahrzeug-Zulassungsverordnung. Dafür müssen laut Bochert die Bundesländer eine solche Änderung beim Bund beantragen. Ob das Bundesministerium für Digitales und Verkehr und der Bundesrat dem zustimmt ist noch unklar.

## Publikationen
- Tourismuspolitik – Ordnungspolitik der Tourismusmärkte. 2. Auflage. uni-edition, Berlin 2007, ISBN 978-3-937151-65-6.
- Politik der Destination. uni-edition 2010, ISBN 978-3-942171-08-3.
- Kennzeichenliberalisierung uni-edition 2014 ISBN 978-3-944072-27-2.
- Tourismuspolitik – 2. geänderte Auflage uni-edition 2014 ISBN 978-3-944072-24-1.
- Tourismuspolitik. 1. Auflage. UVK, Tübingen 2024. ISBN 978-3-7398-3066-7.